# Kultura Independence I

Obszar zamieszkiwania kultur Independence I oraz Independence II

Independence I – kultura archeologiczna obszarów arktycznych Ameryki Północnej oraz Grenlandii. Nazwę tej kulturze nadał w latach 1948–1950 Eigil Knuth i pochodzi ona od nazwy zatoki Independence Fjord, znajdującej się na północnym wschodzie wyspy. Jest uznawana za najstarszą społeczność paleoinuicką (paleoeskimoską) w całej północnoamerykańskiej Arktyce. Ludy te są zaliczane do pierwszej fali migracji na Grenlandię i teoretycznie mogły zasiedlić wyspę mniej więcej w tym samym czasie, co przedstawiciele kultury Saqqaq lub być jej częścią. W roku 1956 Eigil Greve Knuth na podstawie różnic w znaleziskach odnajdywanych w północnej Grenlandii, form budownictwa oraz wyników datowania metodą radiowęglową C-14 wysnuł wniosek, że kultury Independence I oraz Independence II to dwie odrębne społeczności, które istniały w różnych okresach.

## Historia
Kultura Independence I zaczęła się rozwijać prawdopodobnie w zachodniej części półwyspu Alaska, po czym ludy te, poprzez obszary arktyczne obecnej Kanady oraz Wyspę Ellesmere’a, dotarły na Grenlandię. Według powszechnie przyjętych założeń miały zasiedlić owe obszary ponad 4000 lat temu. Mają wskazywać na to odnajdywane na Grenlandii materiały z kości wołów piżmowych, których wiek jest oceniany na ok. 4400 lat. Mogły one zasiedlić północne wybrzeże wyspy częściowo aż po tereny dzisiejszego Parku Narodowego Grenlandii. Kultura ta zanikła prawdopodobnie najpóźniej 3800 lat temu. Najmłodsze znaleziska mogą pochodzić sprzed około 3700 lat.

## Styl życia
Ludzie ci mieszkali w namiotowych osadach. Polowali prawdopodobnie przede wszystkim na woły piżmowe, a także na foki, niedźwiedzie polarne, ptaki oraz lisy. Trudnili się też rybołówstwem. Do nielicznych odnalezionych narzędzi należą igły, wykonane prawdopodobnie z kości morsa. Mogli też prowadzić między sobą handel wymienny.